# Alphamenes richardsi
Alphamenes richardsi är en stekelart som beskrevs av Giordani Soika 1978. Alphamenes richardsi ingår i släktet Alphamenes och familjen Eumenidae. Inga underarter finns listade i Catalogue of Life.